# 川越市立高階中学校
川越市立高階中学校（かわごえしりつ たかしなちゅうがっこう）は、埼玉県川越市藤間にある公立中学校。

## 沿革
- 1947年 - 高階村立高階中学校として開校
- 1955年 - 川越市立高階中学校に改称[1]

## 教育目標
- 高い志を持つ生徒になろう
- いつも和を大切にする生徒になろう
- 常に正しい道を歩む生徒になろう[2]

## 部活動

### 運動部
- 野球部
- 男子バスケットボール部
- 女子ソフトテニス部
- 女子バスケットボール部
- サッカー部
- 男子卓球部
- 女子卓球部
- 男子陸上部
- 女子陸上部
- 男子水泳部
- 女子水泳部
- 女子バレーボール部

### 文化部
- 吹奏楽部
- 英語部
- 美術部
- 生活部